# 田野飞燕草
田野飞燕草（学名：Delphinium consolida）是毛茛科翠雀属飞燕草亚属一年生草本植物，原产欧洲、中亚和西伯利亚西部。在一些地区是常见杂草，亦作为观赏植物栽培。其日語名稱是瑠璃飛燕草。

## 图集

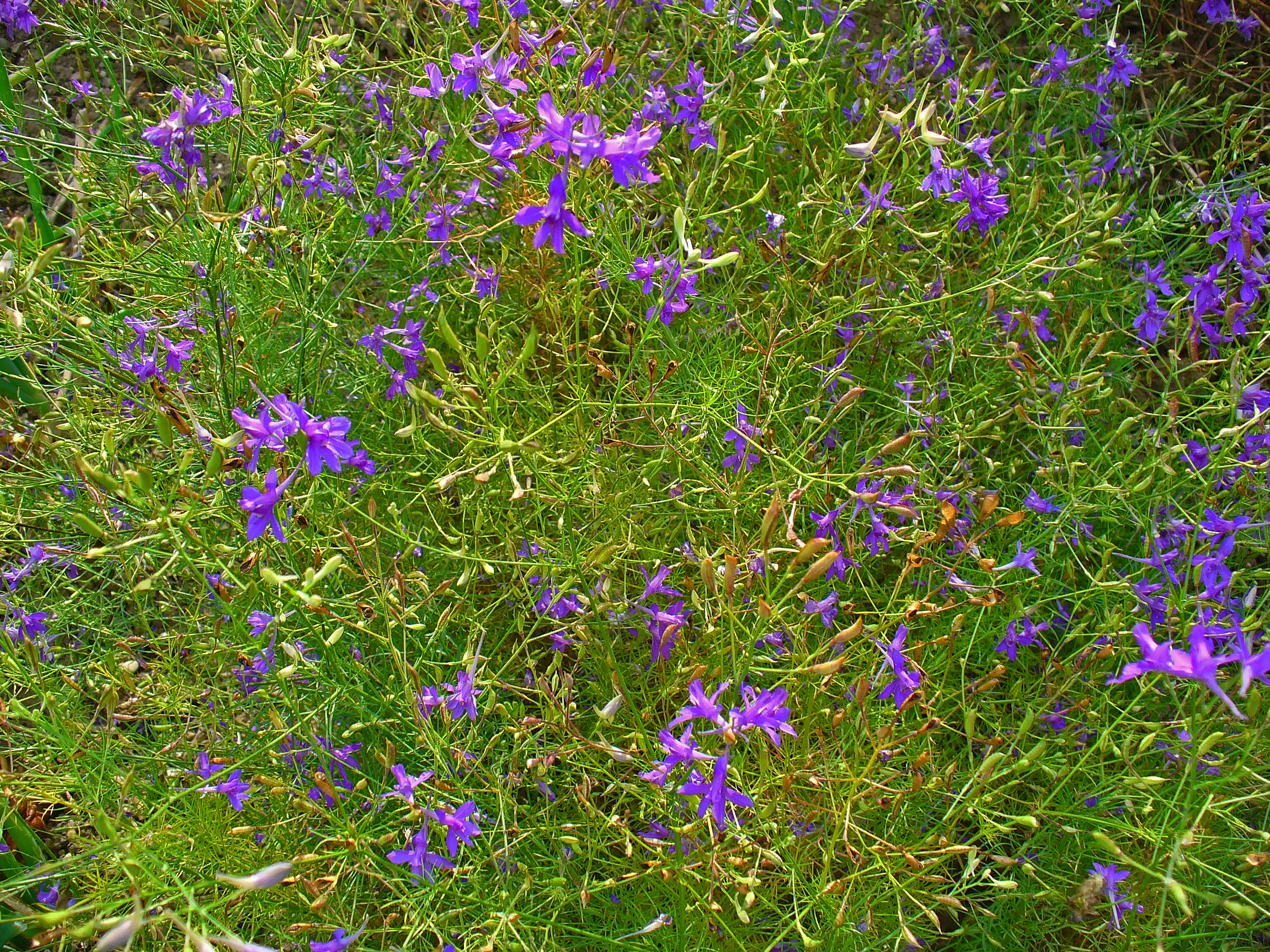
植株
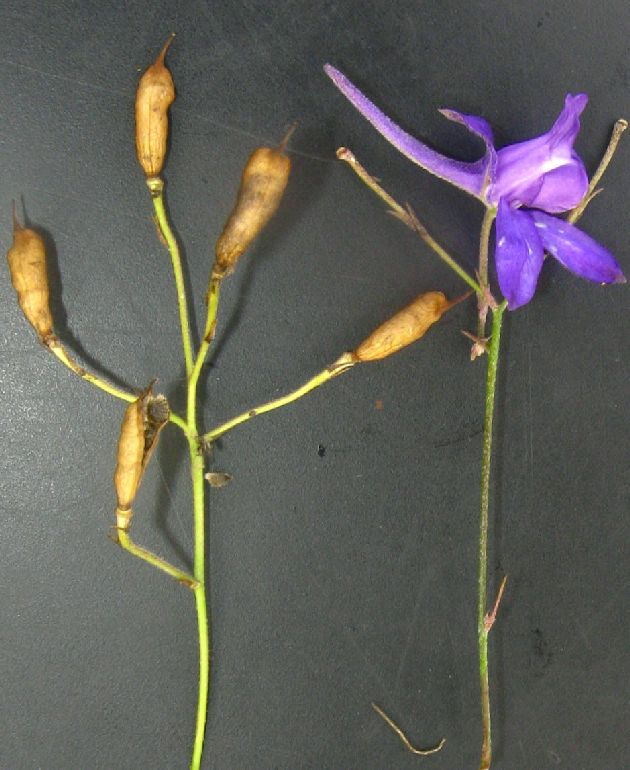
花果
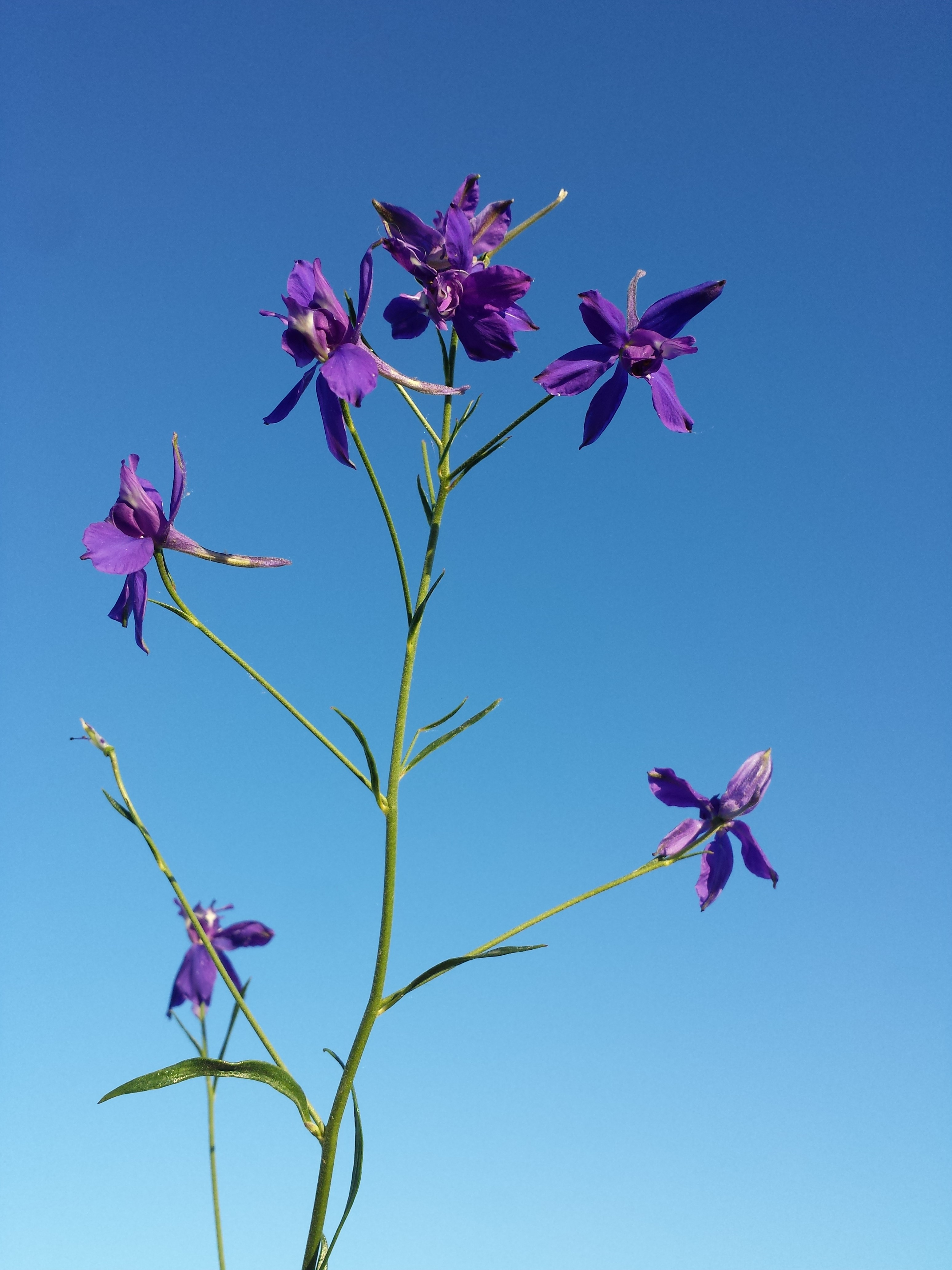
花序
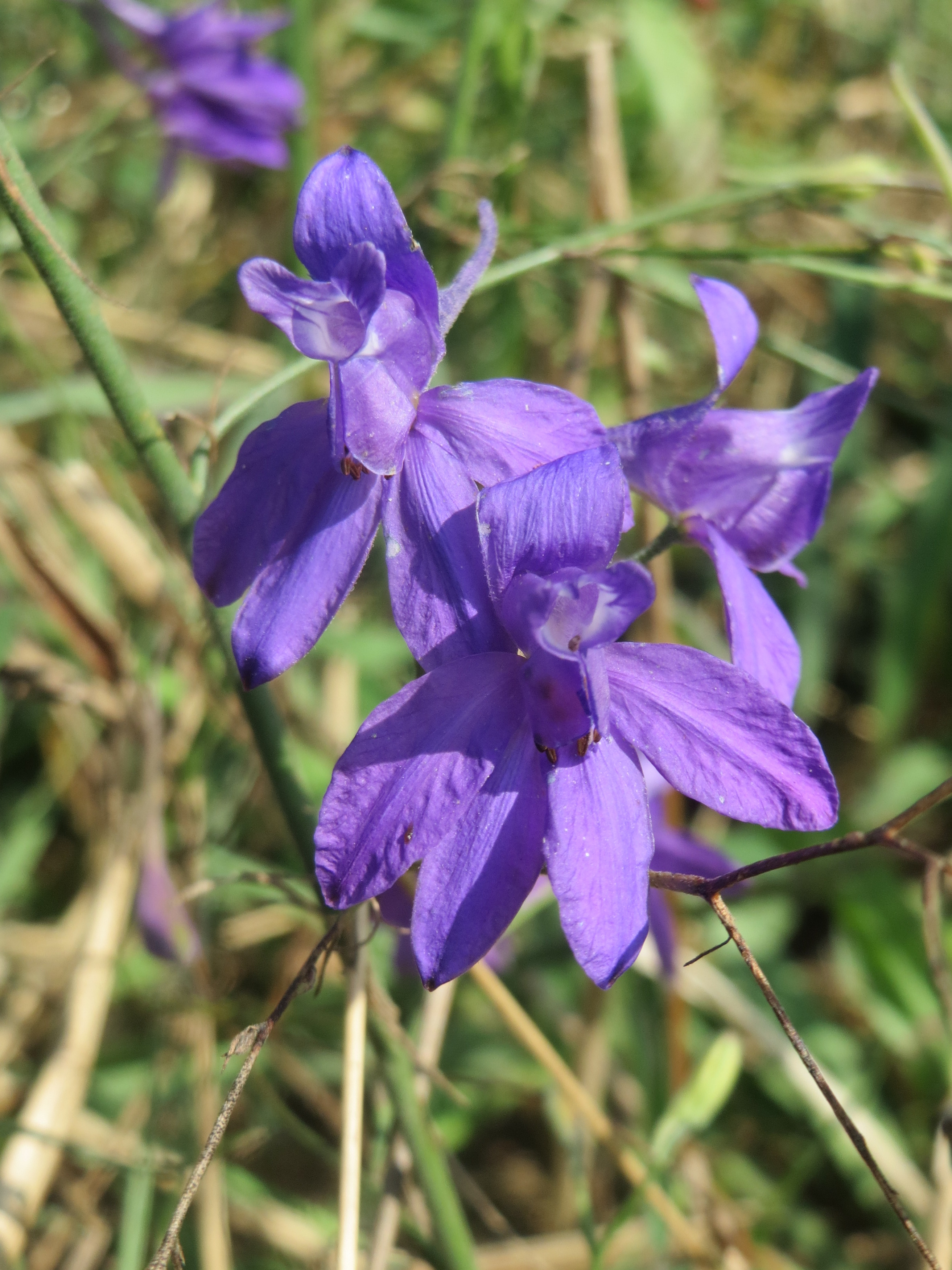
花
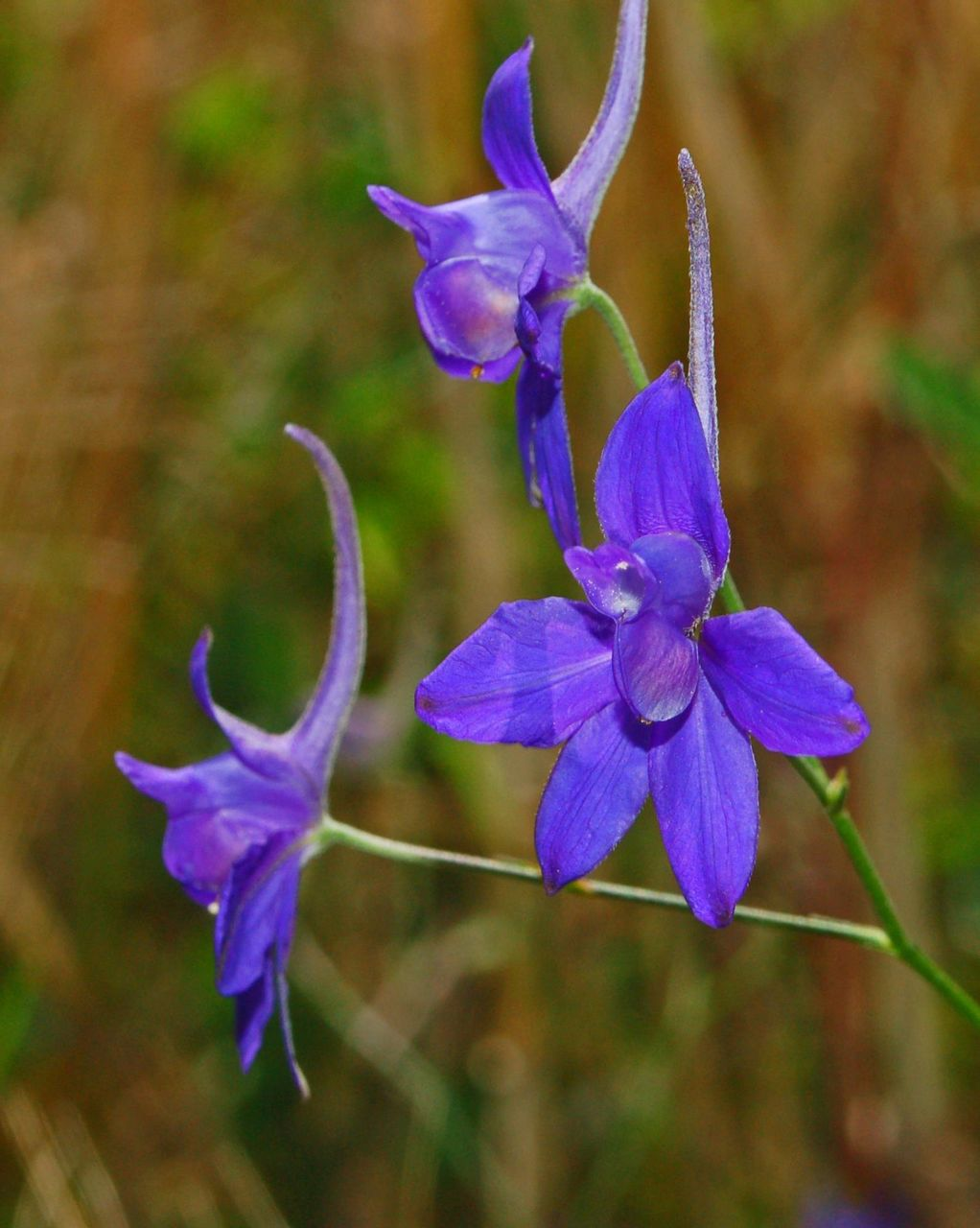
花